# Stiepnoje Oziero
Stiepnoje Oziero – osiedle typu miejskiego w Rosji, w Kraju Ałtajskim. W 2010 roku liczyło 6672 mieszkańców.